# Brachymitrion
Brachymitrion là một chi rêu trong họ Splachnaceae.